# Colquiriite
La colquiriite è un minerale.